# Artéfact (UML)
Pour les articles homonymes, voir Artéfact.

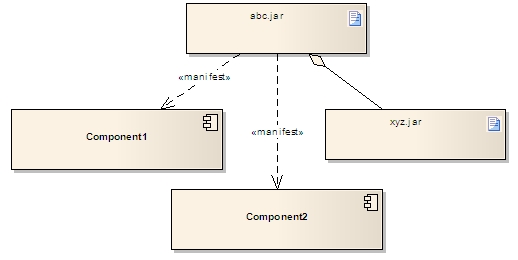
Artéfacts dans un diagramme de déploiement en UML

En UML, un artéfact désigne n'importe quelle entité qui intervient dans la réalisation ou l'utilisation d'un système logiciel : code source, graphiques, schémas de base de données, documents texte, diagrammes, modèles, etc. C'est la spécification d'une information physique utilisée ou produite pendant le cycle de développement d'un logiciel, ou lors du déploiement et du fonctionnement d'un système.
Ainsi, des fichiers sources, des scripts, des fichiers exécutables, des tables dans une base de données, des courriers électroniques sont des artéfacts.
Par extension, le terme artéfact est utilisé dans le même sens en génie logiciel. 

## Utilisation
Les artéfacts apparaissent dans les diagrammes de déploiement.